# Радіопеленгування

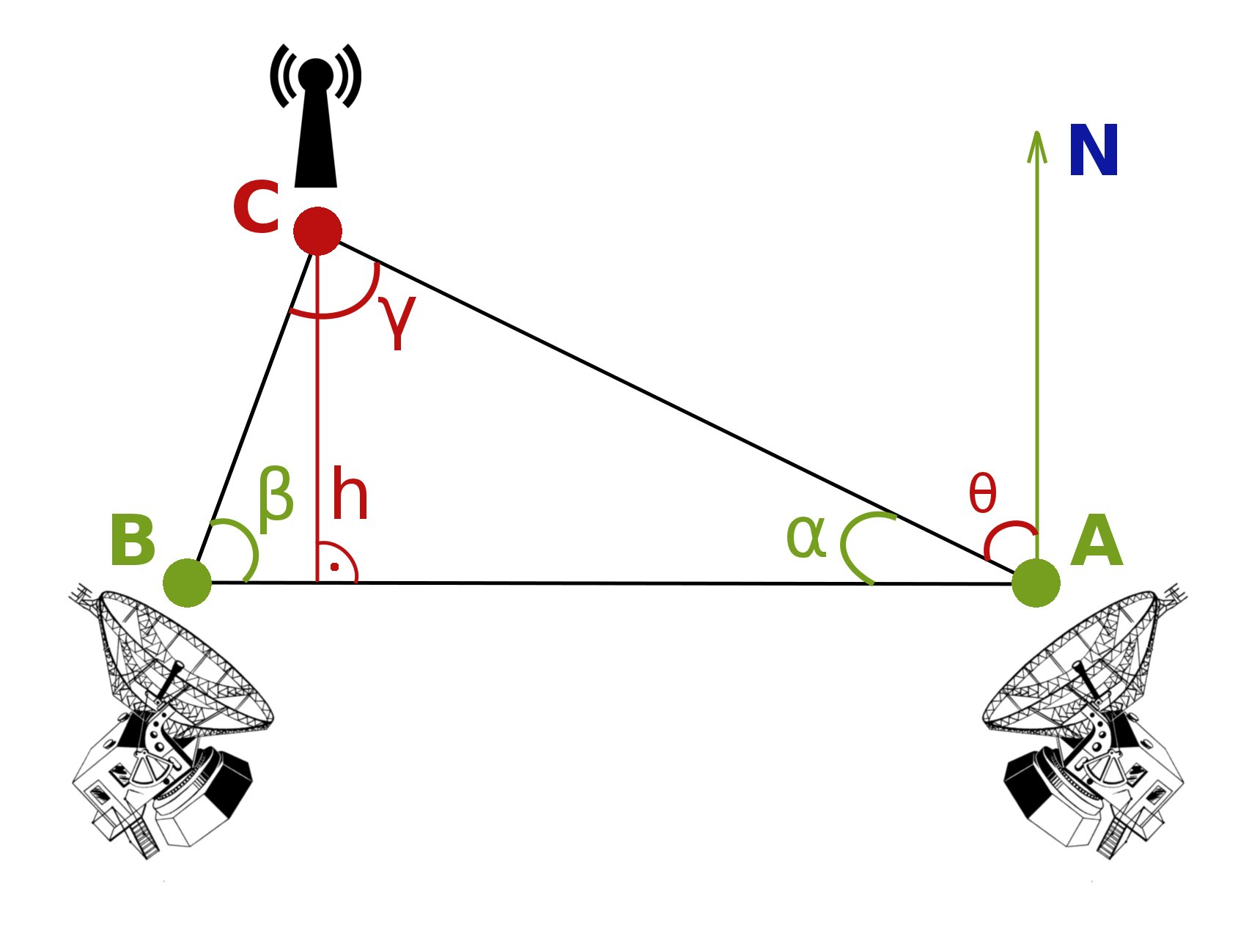
Радіотріангуляція

Радіопеленгація (радіопеленгування) — процес визначення напрямку (пеленга) від спостерігача на джерело випромінювання радіохвиль за допомогою радіопеленгатора — приймача з антеною спрямованої дії. У «полюванні на лисиць» застосовуються амплітудні пеленгатори; напрямок визначається порівнянням е.р.с., що «наводяться» в антені при різних її положеннях у просторі. При пеленгації антену з відомою діаграмою спрямованості повертають у просторі до отримання певного значення е.р.с. (максимального або мінімального), зареєстрованого індикатором.
Аналізуючи інформацію про напрямки прийнятих сигналів від двох або більше просторово рознесених приймачів (або ж одного мобільного приймача), джерело передачі може локалізовуватися у просторі з використанням методу тріангуляції. Радіопеленгування застосовується у навігації морських і повітряних суден, для встановлення місцезнаходження аварійних передавачів пошуку і порятунку, для відстеження у дикій природі, а також, щоб знаходити несанкціоновані передавачі або ті які створюють суттєві завади.